# Lykkens Galoscher (film fra 1921)
|  | Denne artikel er oprettet af botten PalnaBot ud fra en ekstern database. Den kan derfor have sproglige fejl eller mangler. Denne skabelon kan fjernes efter kontrol af indholdet. |

 For alternative betydninger, se Lykkens Galoscher. (Se også artikler, som begynder med Lykkens Galoscher)
Lykkens Galoscher er en film instrueret af Gunnar Sommerfeldt.